# 詹氏尖鼻魨
詹氏尖鼻魨為輻鰭魚綱魨形目四齒魨亞目四齒魨科的其中一種，為亞熱帶海水魚，分布於西大西洋區的墨西哥灣及美國東南部海域，棲息深度90-100公尺，體長可達8.5公分，棲息在較深的礁石區，生活習性不明。